# Tomasz Klimczok
Tomasz Klimczok (ur. 1874 w Kosztowach, zm. 1929) – działacz społeczny oraz plebiscytowy w powiecie pszczyńskim, powstaniec śląski.

## Życiorys
Urodził się w rodzinie chłopskiej w Kosztowach, obecnej dzielnicy Mysłowic. Zawodowo zajmował się kupiectwem. W 1903 założył Polskie Towarzystwo Gimnastyczne „Sokół” w Mysłowicach, którego był prezesem w latach 1905–1909, a w 1920 roku był jego wiceprezesem. Założył również w 1905 roku oddział tego towarzystwa w Kosztowach.
Był wielokrotnie więziony przez władze niemieckie za polską działalność narodową. W roku 1906 został aresztowany przez Niemców za wsparcie, jakiego udzielał podczas strajku szkolnego w Kosztowach, podczas którego dzieci odmówiły nauki w języku niemieckim. Zwolniony na skutek nacisków lokalnej prasy został jednak ponownie aresztowany w 1914 roku. Przebywał w więzieniach w Bytomiu oraz Nysie.
Był komendantem Polskiej Organizacji Wojskowej Górnego Śląska w rejonie swojej rodzinnej miejscowości oraz współorganizatorem I powstania śląskiego w tym rejonie. Po upadku powstania zbiegł do Jaworzna, gdzie pracował w administracji dla uchodźców ze Śląska. Podczas kolejnych dwóch powstań organizował akcje zbrojne w rejonie Kosztowa. W czasie plebiscytu na Górnym Śląsku był przewodniczącym polskiego komitetu w Kosztowach i okolicy.
W okresie II Rzeczypospolitej był aktywnym członkiem Polskiego Stronnictwa Chrześcijańskiej Demokracji kierowanego przez Wojciecha Korfantego oraz członkiem Związku Powstańców Śląskich.